# Dicladocerus antennalis
Dicladocerus antennalis är en stekelart som beskrevs av Muhammad Sharif Khan 1995. Dicladocerus antennalis ingår i släktet Dicladocerus och familjen finglanssteklar. Inga underarter finns listade i Catalogue of Life.